# Richard Plattensteiner

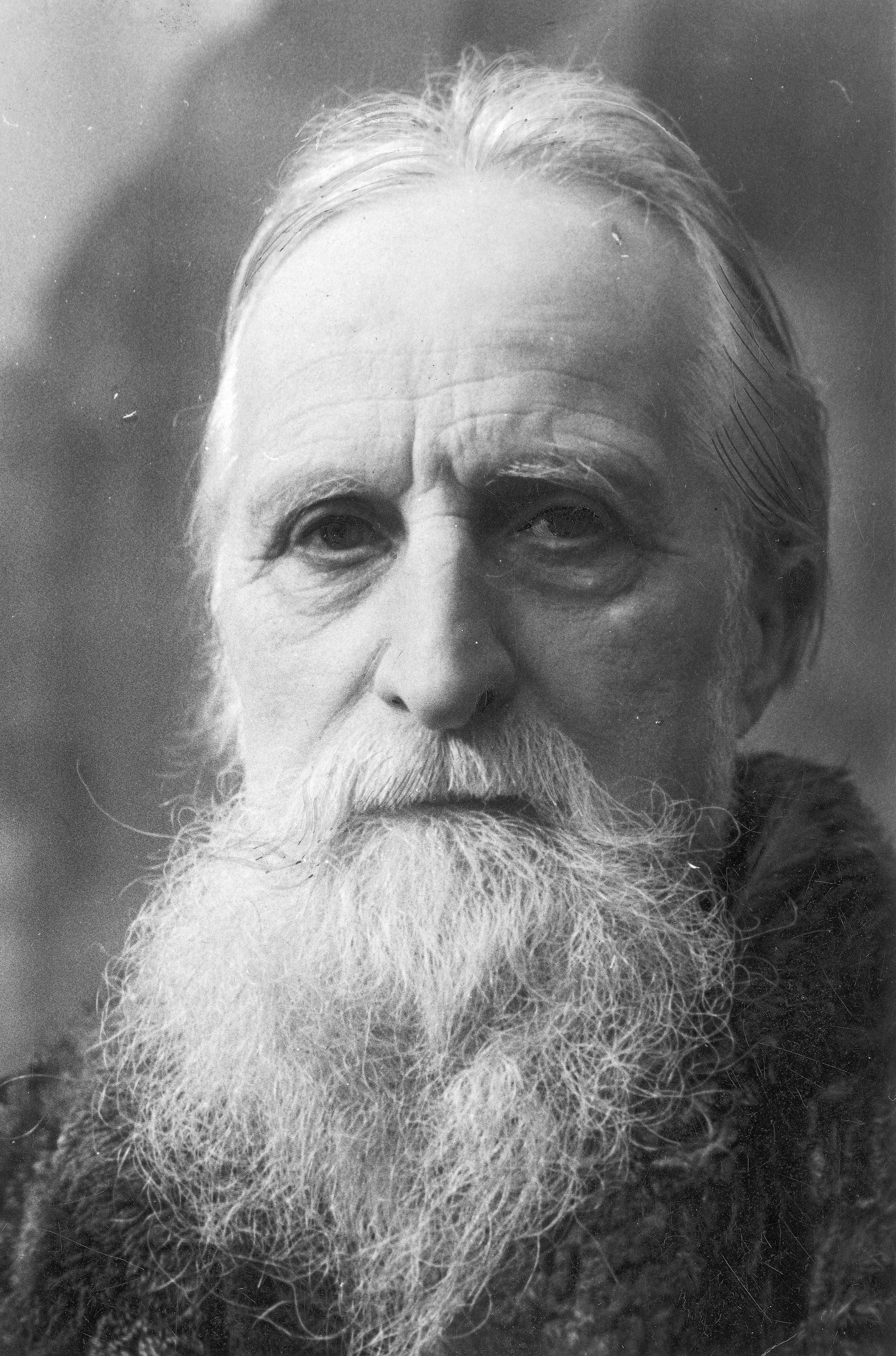
Richard Plattensteiner

Richard Plattensteiner (* 18. März 1878 in Wien; † 18. Juli 1956 ebenda) war ein österreichischer Schriftsteller und Mundartdichter. Er publizierte auch unter dem Pseudonym Robert Palten.

## Leben
Plattensteiner studierte Botanik, Phonetik, Chemie, Physik und Germanistik an der Universität Wien. Während seines Studiums war er ab 1898 als wandernder Vortragsmeister tätig und promovierte 1900. Ab 1902 arbeitete er als freier Schriftsteller. Plattensteiner war als Vermittler der Werke Peter Roseggers und Franz Stelzhamers bekannt, die er auch in den Mittelpunkt eigener Dichtungen stellte. Zu beiden Autoren verfasste Plattensteiner eigene Essays, die er 1903 („Franz Stelzhamer“) und 1906 („Peter Rossegger“) veröffentlichte.
Es folgten Werke in den Gattungen Lyrik (darunter „Das Lied vom Steffl“, 1916), Prosa und Drama (z. B. „Beethoven. Ein Weihespiel“, 1920). 1930 gab er eine Anthologie über „Dichtungen in niederösterreichischer Mundart“ heraus.
Plattensteiner war Gründungsmitglied des 1936 gegründeten Bunds deutscher Schriftsteller Österreichs, der intensiv an der Eingliederung Österreichs ins Deutsche Reich arbeitete. Als solches war er am „Bekenntnisbuch“ österreichischer Dichter beteiligt, in dem die Autoren begeistert den „Anschluss“ begrüßten.
Plattensteiner gab 1938 im Aufnahmeantrag für die Reichsschrifttumskammer an, der Großdeutschen Volkspartei nahezustehen und Ehrenmitglied der Kernstockgesellschaft (nach dem deutschnationalen Schriftsteller Ottokar Kernstock) zu sein. Der Geschäftsführer der Reichsschrifttumskammer der Landesleitung Österreich beschrieb Plattensteiner im November 1938 als jemanden, der „sich stets im nationalsozialistischen Sinne betätigt“ hätte. Allerdings finden sich laut Forschungsprojektendbericht zu den Straßennamen Wiens in den beigelegten Unterlagen zum Antrag keine Anbiederungen an die Nationalsozialisten, wie es sonst bei Anträgen üblich war. Am 20. September 1940 beantragte Plattensteiner die Aufnahme in die NSDAP und wurde zum 1. Oktober desselben Jahres aufgenommen (Mitgliedsnummer 8.454.788).
Nach Ende des Zweiten Weltkriegs suchte Plattensteiner 1945 um Nachsicht von der Registrierungspflicht im Zuge der Entnazifizierung an. Dem Ansuchen wurde jedoch mit Bescheid vom 16. August 1945 nicht stattgegeben; 1947 wurde er als „Minderbelasteter“ eingestuft.
Plattensteiner starb 1956 in Wien, sein Grab befindet sich auf dem Evangelischen Friedhof Matzleinsdorf.

## Auszeichnungen
- 1954: Preis der Stadt Wien für Volksbildung

## Ehrungen
1959 wurde in Wien-Donaustadt die Plattensteinergasse nach ihm benannt.